# Cantone di Champagne-en-Valromey
Il Cantone di Champagne-en-Valromey era una divisione amministrativa dell'arrondissement di Belley con capoluogo Champagne-en-Valromey.
Esso coincideva praticamente con la valle e regione storica della Francia di Valromey, esclusi i soli territori dei comuni di Le Grand-Abergement,  Le Petit-Abergement e di Hotonnes.
A seguito della riforma approvata con decreto del 13 febbraio 2014, che ha avuto attuazione dopo le elezioni dipartimentali del 2015, è stato soppresso.

## Composizione
Comprendeva 14 comuni:
- Artemare
- Belmont-Luthézieu
- Béon
- Brénaz
- Champagne-en-Valromey
- Chavornay
- Lochieu
- Lompnieu
- Ruffieu
- Songieu
- Sutrieu
- Talissieu
- Vieu
- Virieu-le-Petit